# 躍動青春
《躍動青春》是由高松美咲創作的日本漫畫，開始連載於《月刊Afternoon》2018年10月號。改編電視動畫在2023年4月4日首播。

## 登場角色

### 主要人物
岩倉美津未（聲：黑澤朋世）
隻身從石川縣的偏遠小鎮（地理位置接近珠洲市）到東京都上高中的15歲女高中生。頭腦聰明，嚴謹好學，以第一名的成績考入東京都內屈指可數的重點高中燕西高中（原型為都立西高中）；在班級中擔任女班長。
入學典禮時在迷路的情況下與聰介偶遇並相識，打算考上國內頂尖大學的法律專業，以第一名的成績畢業並從政。
生日是3月3日。內心豐滿自信，坦率真誠。有一個長得像媽媽的妹妹和一個長得像爸爸的弟弟。純潔的性格也會影響她周圍的人事物。性格各異的人們自然而然地聚集在她身邊，性格直率，總是讓周圍的人積極向上。
曾喜歡志摩聰介，但後來意識到兩者的感情有分別，而選擇回復朋友關係。
後繼風上紘人任學生會會長。
志摩聰介（聲：江越彬紀）
美津未的同班同學，擔任男班長。為人爽朗親切，總是面帶笑容，但身上似乎總是圍繞著一種落寞的氣氛，土生土長的東京人，曾經當過童星，興趣愛好是各種運動。生日是10月9日。家庭背景複雜的他不喜歡談家庭關係，但很關心他五歲的弟弟。曾與美津未試著交往，意識到兩者的感情有分別，對美津未有好感，但未到喜歡的情感，和美津未和平「分手」恢复朋友關係，後來發現自己是喜歡美津未。現為戲劇部成員。

### 次要人物
江頭美嘉（聲：寺崎裕香）
美津未上高中第一個接觸的女同學。起初并没有理会美津未；一开始對她采取冷淡的态度。在美津未与聪介成为好朋友后逐渐接近她；但卻在KTV試圖讓美津未出糗（被結月識破告知美津未）。但在進一步接觸志摩失敗，又被對方委託訓練美津未排球時，受到其正向的性格影响；從而开始面对自己的不足之处。
在排球訓練除了美津未也與結月和誠開始熟識；暑假前受美津未邀請參加睡衣派對，確定四人團體朋友關係。尽管心中惦记着志摩；但在与其他朋友相处时也未再表现出算计的心態。
兒時曾因身材肥胖遭到排擠，以致強迫自己節食；並希望透過出色的外表與參與團體活動，獲取更多名利。由于过去的复杂情绪，性格逐渐扭曲，难以坦率地面对他人，而后慢慢地向美津未展露出自己真实的本性。她与美津未关系越来越亲密，经常照顾她。喜歡志摩聰介並表白但最終遭到婉拒。
村重結月（聲：內田真禮）
美津未的同班同學，容貌端正，身材高挑，外表成熟的美人。一入學就和美津未相處融洽，在和大家一起去卡拉OK後看出美嘉想讓美津未出糗的心機；特地在休息時告知美津未。唱完後主動與美津未互加Line好友，成為了她在東京的第一個女性朋友。
渴望交朋友，不喜歡被孤立，但因為其亮麗的外型在過去曾被其他人保持距離感。小學三年級前在國外度過，因此英語非常流利。
久留米誠（聲：潘惠美）
美津未的同班同学，外表是俗氣的喪女。由于内向的性格而感到孤立，內心經常抱怨排斥人際交流；但在与美津未的交流中开始逐渐放松僵硬的性格。当试图改变自己并加入学生会时，遇到了美津未。
通过美津未认识了与自己截然相反的村重结月。起初对她有些厌恶，但后来两人互相理解并达成妥协，成为了非常亲密的朋友。虽然以前觉得自己不擅长时尚和女性化的事物，但在结月的说服下变得更加积极向上，也會嘗試一些穿著方面的改變，後期因受美津未和结月影響也開始與美嘉關係變得更加熱絡。

### 其他一年級時同學
迎井司（聲：田中光）
美津未的同學。和聰介從初中開始就是朋友。穩健安靜，個性相當耿直。聰介為數不多敞開心扉的朋友之一，然而聰介格外信任迎井的原因主要是因為迎井不會打破砂鍋問到底的性格，然而迎井亦認為擅長與人保持距離的聰介有些薄情。有著不擅長和異性說話的一面，雖然老是表現的對女性不在乎，但其實還是會希望有女孩子向他表白。
山田建斗（聲：村瀨步）
美津未與志摩的同學；後來成為後者朋友。
積極接近異性，尤其是結月。在戀愛觀上和美津未有些落差，兩人也曾因此互相討論過。對戀愛的積極度是不論對方是誰只要來向他表白就會接受的程度。
高二時因為聽聞到友枝評論自己很帥的緣故而開始在意對方；並和友枝越走越近，最後開始交往。
木之本 小春（聲：廣瀨沙耶）
美津未的同學。第一集學美津未在頭上別髮夾。
在學園祭劇中飾演上校的女兒艾蜜莉亞。舞蹈社的成員。有男朋友。

### 學校其他學生與教師
兼近鳴海（聲：木村良平）
二年級生。戲劇社社長。外表高瘦卻遲鈍，看不懂他人的臉色；然而在他人失落時也會積極的希望逗笑別人。因美津未在開學時的演講而對其很有興趣，並想拉攏她進入戲劇社。知道志摩曾是童星，相當積極的想讓他加入戲劇社，然而卻遭到對方的拒絕。曾經為了安慰落選的高嶺而拿出自己小五自製的處女作播映給高嶺及美津未等人觀看，並希望能以此娛樂到他們。
高嶺十貴子（聲：津田美波）
二年級生。學生會會計。完美主義者，每天都循規蹈矩的生活著，日程表會以分鐘為單位計畫規劃。在與美津未的交流過後個性變得柔和了一些，對其他人也溫柔許多。在與風上競爭學生會長的投票中落選，也因此消極了一段時間，然而在兼近的鼓舞後重新整理了情緒，並放下難以消化的執著與失落。在文化祭過後知曉了風上加入學生會的原因，並體諒了對方所處的環境。在下學期時當選學生會長。
風上紘人（聲：榎木淳彌）
二年級生；新任學生會長。原先隸屬於足球社，亦是被大家認可的下任社長候選人，然而因腳傷的關係而放棄並退出足球社，並在之後競選學生會長當選。在校內是知名的風雲人物，相當於一年級的志摩聰介。將學生會長的頭銜視為如跳板般的職位，對於這項工作也抱持著「可以在一年內退出」、「可以在老師心目中賺取印象分數」等，也因此在最初使落選的高嶺相當不甘。家中對孩子們抱持著相當高的期望，兄長也都成功考取頂尖大學，因此讓風上承受不少壓力，在文化祭與高嶺的談話後兩人也終於互相理解，風上亦將給學生會長的獻花轉送給高嶺。
花園櫻（聲：豊崎愛生）
美津未的班級導師。
第一次執導；同事們卻皆認為其乃學校裡最偷懶的老師。

### 美津未親友
小直 / 岩倉直樹（聲：齋賀光希）
美津未的姑姑，其實是生理男性，本名為岩倉直樹，平常被美津未以「小直」的暱稱來稱呼。在東京當設計師，讓美津未在求學期間借住並成為她在東京的監護人。有一位交往中的男友。在家鄉時因行為氣質而深受來自班上男同學的霸凌所苦，也曾與自己麼父親大吵一架，而當時年幼的美津未主動贈與小直花朵編成的手鍊，這樣純粹的溫柔也讓她決定不再顧慮他人目光並為自己而活。某次因為姪女美津未和志摩相約去動物園，為了就近監視並觀察志摩而意外結識也在暗中觀察兩人的江頭美嘉，雖有年紀上的差距但兩人卻意外成為無話不談的好友。對於勇敢追求、但卻害怕失去的美嘉有相當程度的共感，因此也相當照顧她。在暑假時兼任司機及出遊監護人，帶著美津未和她的五位同學一同回去家鄉玩耍，在途中自己也遭遇了心情轉換，看著勇敢又溫柔的孩子、家人們，逐步放下過去的痛苦過往，並邀約了男友在未來一同回來造訪。
遠山文乃（聲：諸星堇）
美津未自幼兒園便形影不離的摯友。两人可以毫無保留地談天，从瑣事到戀愛話題都能頻繁地通過視訊通話，並互相報告近況，是美津未在抵達東京後，除了家人之外另外會每日定期聯絡的摯友。過去在美津未立志考取東京的學校時無法在第一時間給予其支持，而是認為對方拋下了自己，但在一段時間的沉澱過後仍然對此釋懷，並看開了兩人無法一直在一起的事實，在向美津未致歉後也向對方付出了自己的支持與鼓勵。

### 聰介其他朋友
西城梨梨華（聲：寿美菜子）
是個受歡迎的模特兒。和聰介是從童星時期便認識的朋友。過去疑似因為聰介的緣故導致童星時期出現醜聞，並受到粉絲騷擾及網路霸凌所苦，此後一直想令聰介對自己內疚，並以愧疚感束縛著聰介，要求他陪伴在自己身邊。暗戀著聰介，對聰介被從鄉下來且長相平凡的美津未所吸引感到不解。
福永玖里壽（聲：永野由祐）
聰介認識許久的朋友。過去是名童星，但夢想成為一名公務員，並在12歲時引退。是聰介為數不多的可以敞開心扉的朋友之一，在聰介遇上煩惱時時常在第一時間找上玖里壽。對於價值觀與常人相異的聰介感到有些不解，然而也對他相當支持，是個講義氣的人。

### 二年級時同學
八坂千笑璃
美津未升上高二後認識的同班女同學。
氏家清彥
美津未升上高二後認識的同班男同學；學生會長選舉，美津未的競爭者；後變成學生會副會長。

## 出版書籍
| 卷數 | 講談社         | 講談社                 | 博集天卷  | 博集天卷               | 尖端出版       | 尖端出版                                            |
| 卷數 | 發售日期       | ISBN                   | 發售日期  | ISBN                   | 發售日期       | EAN / ISBN                                          |
| ---- | -------------- | ---------------------- | --------- | ---------------------- | -------------- | --------------------------------------------------- |
| 1    | 2019年1月23日  | ISBN 978-4-06-514209-7 | 2023年4月 | ISBN 978-7-5726-0971-8 | 2024年1月11日  | ISBN 978-626-3774971                                |
| 2    | 2019年7月23日  | ISBN 978-4-06-516300-9 | 2023年4月 | ISBN 978-7-5726-0972-5 | 2024年1月11日  | ISBN 978-626-3774988                                |
| 3    | 2020年2月21日  | ISBN 978-4-06-518471-4 | 2023年4月 | ISBN 978-7-5726-0973-2 | 2024年3月15日  | ISBN 978-626-3776494                                |
| 4    | 2020年8月21日  | ISBN 978-4-06-520539-6 | 2023年4月 | ISBN 978-7-5726-0974-9 | 2024年4月16日  | ISBN 978-626-3777279                                |
| 5    | 2021年3月23日  | ISBN 978-4-06-522497-7 | 2023年4月 | ISBN 978-7-5726-0975-6 | 2024年5月16日  | ISBN 978-626-3778115                                |
| 6    | 2021年11月22日 | ISBN 978-4-06-525779-1 | 2023年4月 | ISBN 978-7-5726-0976-3 | 2024年6月18日  | ISBN 978-626-3778863                                |
| 7    | 2022年6月22日  | ISBN 978-4-06-528147-5 | 2024年5月 | ISBN 978-7-5726-1642-6 | 2024年7月12日  | ISBN 978-626-3779532                                |
| 8    | 2023年1月23日  | ISBN 978-4-06-530267-5 | 2024年5月 | ISBN 978-7-5726-1643-3 | 2024年7月12日  | ISBN 978-626-3779549 EAN 471-770-2296667（特裝版）  |
| 9    | 2023年8月23日  | ISBN 978-4-06-532642-8 | 2024年5月 | ISBN 978-7-5726-1653-2 | 2024年11月14日 | ISBN 978-626-4030922                                |
| 10   | 2024年3月22日  | ISBN 978-4-06-534851-2 |           | ISBN 978-7-5726-2471-1 | 2025年2月6日   | ISBN 978-626-4034340 EAN 471-770-2297343（特裝版）  |
| 11   | 2024年12月23日 | ISBN 978-4-06-537722-2 |           |                        | 2025年7月29日  | ISBN 978-626-4340618 ISBN 471-770-2298623（特裝版） |

## 電視動畫
2021年11月22日，宣佈將獲改編為電視動畫。2022年6月22日，公開特報影片，並公開主要聲優和製作人員陣容。本作是P.A.WORKS繼《派對咖孔明》後第二部漫畫改編作品。2024年12月宣佈製作第2期。

### 製作人員名單
- 原作：高松美咲（講談社《月刊Afternoon》連載）
- 監督：出合小都美
- 副監督：阿部百合子（第1期）
- 系列構成：出合小都美 、米内山陽子（第2期）
- 人物設定：梅下麻奈未
- 副人物設定：藤嶋未央
- 總作畫監督：梅下麻奈未、井川麗奈
- 道具設定：樋口聡美
- 美術監督：E-カエサル（第1期）、妹尾想（第2期）
- 美術監修：東 潤一
- 美術設定：藤井祐太
- 色彩設計：小針裕子
- 撮影監督：出水田和人
- 3D監督：市川元成
- 編集：髙橋歩
- 音響監督：山田陽
- 音楽制作：DMM music
- 音樂：若林崇繼
- 動畫制作：P.A.WORKS
- 製作：《躍動青春》製作委員会

### 主題曲
第1季
片頭曲
主唱：須田景凪，作词、作曲：须田景凪，编曲：久保田真悟（Jazzin'park）
片尾曲
主唱：逢田梨香子，作词：六见纯代，作曲、编曲：田中隼人

### 各話列表
在中國大陸，BiliBili使用簡體中文標題；在香港，Aniplus Asia使用繁體中文標題；唯兩者標題的用詞不一。
| 話數   | 日文標題 | 中文標題          | 劇本       | 分鏡       | 演出       | 作畫監督                                                                                                  | 總作畫監督           | 首播日期      |
| 第1季  | 第1季    | 第1季             | 第1季      | 第1季      | 第1季      | 第1季 | 第1季                | 第1季         |
| ------ | -------- | ----------------- | ---------- | ---------- | ---------- | --- | -------------------- | ------------- |
| 第1話  |          | 闪闪发光          | 米内山阳子 | 出合小都美 | 出合小都美 | 井上裕亮                                                                                                  | 梅下麻奈未           | 2023年 4月4日 |
| 第2話  |          | 心神不定 犹豫不决 | 篠塚智子   | 阿部百合子 | 阿部百合子 | 天野和子、Lee Sang Jin 佐藤好、川口弘明                                                                   | 井川麗奈             | 4月11日       |
| 第3話  |          | 飘飘悠悠 噼里啪啦 | 日高胜郎   | 许琮       | 高村彰     | 小岛明日香、田中未来 迫江沙罗、小笠原忧                                                                   | 井川麗奈             | 4月18日       |
| 第4話  |          | 酥酥麻麻 争分夺秒 | 篠塚智子   |            |            | 藤崎真吾、、古德真美                                                                                      | 梅下麻奈未           | 4月25日       |
| 第5話  |          | 隐隐作痛 欢欣雀跃 | 日高勝郎   | 長沼范裕   | 福井洋平   | 井上裕亮、柳瀨讓二 Lee Sang Jin、Lee Min-bae、Sim Min-hyeon                                               | 井川麗奈             | 5月2日        |
| 第6話  |          | 淅淅沥沥 闪闪发光 | 米內山陽子 | 篠原俊哉   | 平向智子   | 天野和子、小島明日香、田中未來 中山美雪、齊藤和也、岩崎亮                                                 | 梅下麻奈未           | 5月9日        |
| 第7話  |          | 暈頭轉向 大受歡迎 | 日高勝郎   | 阿部百合子 | 橫野光代   | 虎高昇、西田美彌子                                                                                        | 井川麗奈             | 5月16日       |
| 第8話  |          | 熱火朝天 各種各樣 | 米内山阳子 | 山城智惠   | 山城智惠   | 柳濑让二、Lee Sang Jin、中山美雪 佐藤好、田中未来、花轮美幸                                               | 梅下麻奈未           | 5月23日       |
| 第9話  |          | 昏昏欲睡 開開心心 | 日高勝郎   | 本間修     | 本間修     | 井上裕亮、迫江沙羅、小笠原憂 田中沙希、齊藤和也、田中彩                                                   | 井川麗奈             | 5月30日       |
| 第10話 |          | 忙忙碌碌 淚眼婆娑 | 米內山陽子 | 寺東克己   | 矢野孝典   | 杜野都、林夏菜、中山和子 Choi So-jeong、Joo Ok-yoon 江涌、陳玉峰、趙玲                                    | 梅下麻奈未           | 6月6日        |
| 第11話 |          | 熱熱鬧鬧 熙熙攘攘 | 日高勝郎   | 阿部百合子 | 阿部百合子 | 天野和子、Lee Sang Jin 柳瀨讓二、Lee Min-bae、Joo Ok-yoon                                                 | 井川麗奈             | 6月13日       |
| 第12話 |          | 閃閃亮亮          | 米内山阳子 | 出合小都美 | 出合小都美 | 井上裕亮、小岛明日香 田中未来、三浦菜奈、中山美雪 迫江沙罗、柳濑让二、小笠原忧 合田真美、佐藤好、齐藤和也 | 梅下麻奈未、井川丽奈 | 6月20日       |

### BD／DVD
| 卷數  | 發售日期      | 收錄話數       | 規格編號  |
| 第1季 | 第1季         | 第1季          | 第1季     |
| ----- | ------------- | -------------- | --------- |
| 上    | 2023年7月26日 | 第1話 - 第6話  | DMPXA-326 |
| 下    | 2023年8月30日 | 第7話 - 第12話 | DMPXA-327 |

## 外部連結
- 漫畫官方網站（日語）
- 電視動畫官方網站（日語）
- 電視動畫的X（前Twitter）（日語）